# Фиалко, Олег Борисович
Олег Борисович Фиалко (укр. Олег Борисович Фіалко; 28 июня 1946, Дружковка — 26 июля 2024) — советский и украинский кинорежиссёр, сценарист. Заслуженный деятель искусств Украины (1996). Член-корреспондент Национальной академии искусств Украины.

## Биография
Учился в ОШ № 6 г. Дружковки и Дружковском машиностроительном техникуме (окончил в 1964 году). Окончил киноведческий (1969) и режиссёрский (1973, у Н. П. Мащенко) факультеты Киевского театрального института (КГИТИ) им. И. К. Карпенко-Карого.
С 1973 года — на Киевской киностудии имени А. Довженко: ассистент режиссёра, режиссёр, режиссёр-постановщик.
Долгое время, параллельно с должностью режиссёра-постановщика, работал секретарём Союза кинематографистов Украины, заместителем начальника Главного управления культуры Киевской госадминистрации, постоянным президентом нескольких кинофондов. Участник и лауреат всеукраинских и международных фестивалей.
Член Национального союза кинематографистов Украины.
Дочь — Тоня Фиалко, снялась у папы в фильме «Бич Божий».

### Смерть
Умер 27 июля 2024 года после продолжительной и тяжёлой болезни в возрасте 78 лет.

## Фильмография

### Режиссёрские работы
- 1975 — Переходим к любви (в соавторстве с А. Мишуриным)
- 1977 — Ералашный рейс
- 1979 — Пробивной человек (в соавторстве с А. Борисовым)
- 1982 — Возвращение Баттерфляй
- 1988 — Бич Божий
- 1990 — Имитатор
- 2004 — Казанова поневоле (телевизионный фильм)
- 2007 — Девы ночи (по повести Ю. Винничука)
- 2008 — Садовник

### Прочее
- 1971 — Иду к тебе (ассистент режиссёра)
- 1973 — Как закалялась сталь (второй режиссёр)
- 1975 — Мужской хлеб

### Документальные фильмы (режиссёр)
- 2000 — Мала частина Батьківщини великої
- 2001 — Ігор Савченко. Інтонації  (укр.) (в укр. документальном цикле «Обрані часом»)
- 2002 — И никто другой

и др.

### Сценарист
- «Яма»
- «Апельсины для коня»
- 1988 — Бич Божий (в соавт. с В. Тодоровским)
- 1990 — Имитатор (в соавт. с Ю. Маминым, В. Лейкиним, В. Копыльцом)
- 2007 — Девы ночи (в соавт. с Г. Ховрахом)

и др.

### Участие в документальном фильме
- 1984 — Tschechow in meinem Leben / Чехов в моей жизни (реж. Vadim Glowna)[7]

### Актёр
- 1969 — «Остров Волчий» — друг Авдея
- 2009 — «Мелодия для шарманки» — режиссёр

## Награды
- Заслуженный деятель искусств Украины (1996)[8]
- Почётный знак «За честь и достоинство» Международного детского кинофестиваля в «Артеке»
- Золотая медаль фонда им. Ханжонкова за весомый вклад в развитие кинематографа
- Орден «За заслуги» III степени (2021)[9]